# Dicrocerus
Dicrocerus elegans är ett utdött hjortdjur som har påträffats i Sansan, nuvarande Frankrike.

## Beskrivning

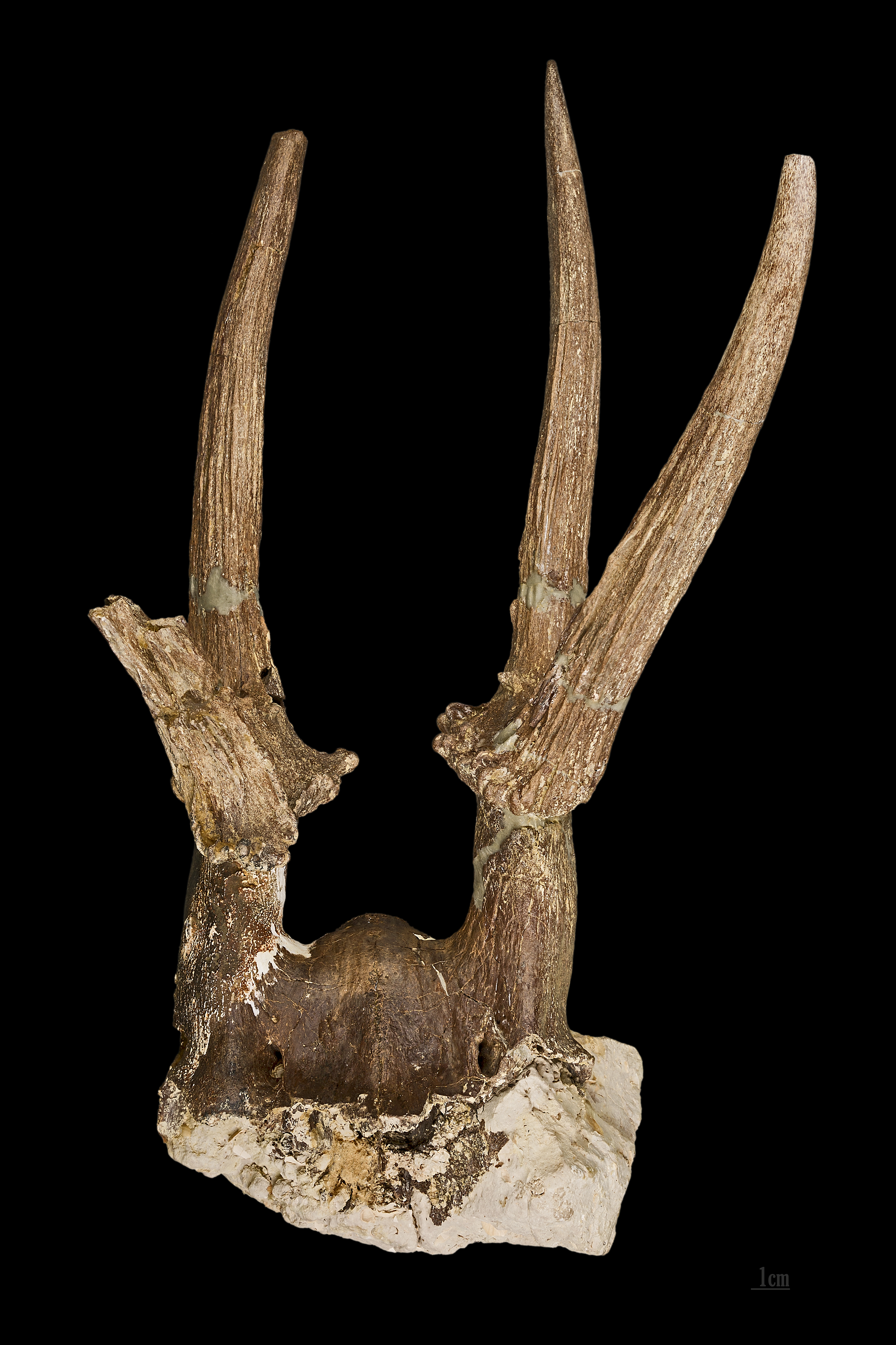
Horn av Dicrocerus elegans.

Dicrocerus var troligtvis ganska lik dagens hjortdjur. Den tros ha varit lika stor som dagens rådjur, cirka 70 centimeter i mankhöjd. Det är möjligt att den som sina moderna släktingar hade starka ben och kunde förflytta sig i eleganta skutt. Dicrocerus är tillsammans med Heteroprox ett av de äldsta hjortdjuren som man påträffat horn på. Dess horn hade rosenkrans från vilka hornen växte ut i varsin klyka. Rosenstockarna var mycket långa, mer lika dom hos släktingen Cranioceras än moderna hjortdjurs. Hornen byttes årligen precis som hos dagens hjortar.